# Wolfgang Ullrich (Zoologe)
Wolfgang Ullrich (* 20. Juni 1923 in Dresden; † 26. Oktober 1973 ebenda) war ein deutscher Zoologe, Tierfilmer, Tierbuchautor und ehemaliger Direktor des Dresdner Zoos. Er war von 1946 bis 1950 Abgeordneter des Sächsischen Landtags.

## Biografie
Wolfgang Ullrich wurde am 20. Juni 1923 als Sohn des Kaufmanns Max Ullrich und dessen Ehefrau Margarethe, geborene Döge, in Dresden geboren. Bereits seit dem sechsten Lebensjahr besaß er eine Jahreskarte für den Dresdener Zoo. Er besuchte das Wettiner Gymnasium und verbrachte schon als wissbegieriger Schüler viel Zeit als Stammgast im Zoo. Nach dem Abitur Ostern 1942 nahm Ullrich das Studium der Biologie an der Technischen Hochschule Dresden auf, wurde aber bereits 1943 zum Kriegsdienst eingezogen. Er geriet 1944 in französische Gefangenschaft, aus der er im Frühjahr 1946 entlassen wurde.
Ullrich trat 1946 in die Christlich-Demokratische Union Deutschlands (CDU) und die Freie Deutsche Jugend (FDJ) ein. Im Oktober 1946 wurde er als jüngster Abgeordneter in den Sächsischen Landtag gewählt. Im Landtag der 1. Wahlperiode war er einer von vier FDJlern und gehörte dem Jugendausschuss an. Am 31. März 1950 wurde er zum Schriftführer des Jugendausschusses gewählt.
Vorübergehend arbeitete Ullrich im Stadtsekretariat Dresden der CDU als Jugendreferent. Mit Wiederaufnahme des allgemeinen Lehrbetriebs der Technischen Hochschule setzte er das Studium mit Hauptfach Zoologie fort und schloss es 1950 erfolgreich ab. Als Ullrich sich für eine Assistentenstelle im Dresdener Zoo bewarb, wurde er von Oberbürgermeister Walter Weidauer kurzerhand zum 1. Dezember 1950 zum Zoodirektor ernannt. Unter der Leitung von Ullrich wurde der völlig zerstörte Zoo nach dem Zweiten Weltkrieg wieder aufgebaut und konnte gerade in der Primatenzucht große Erfolge verbuchen. 1951 gelang es ihm, den ersten Elefanten der Nachkriegszeit für den Dresdener Zoo in die DDR zu holen. 1952 wurde Ullrich in den Internationalen Verband von Direktoren Zoologischer Gärten aufgenommen.

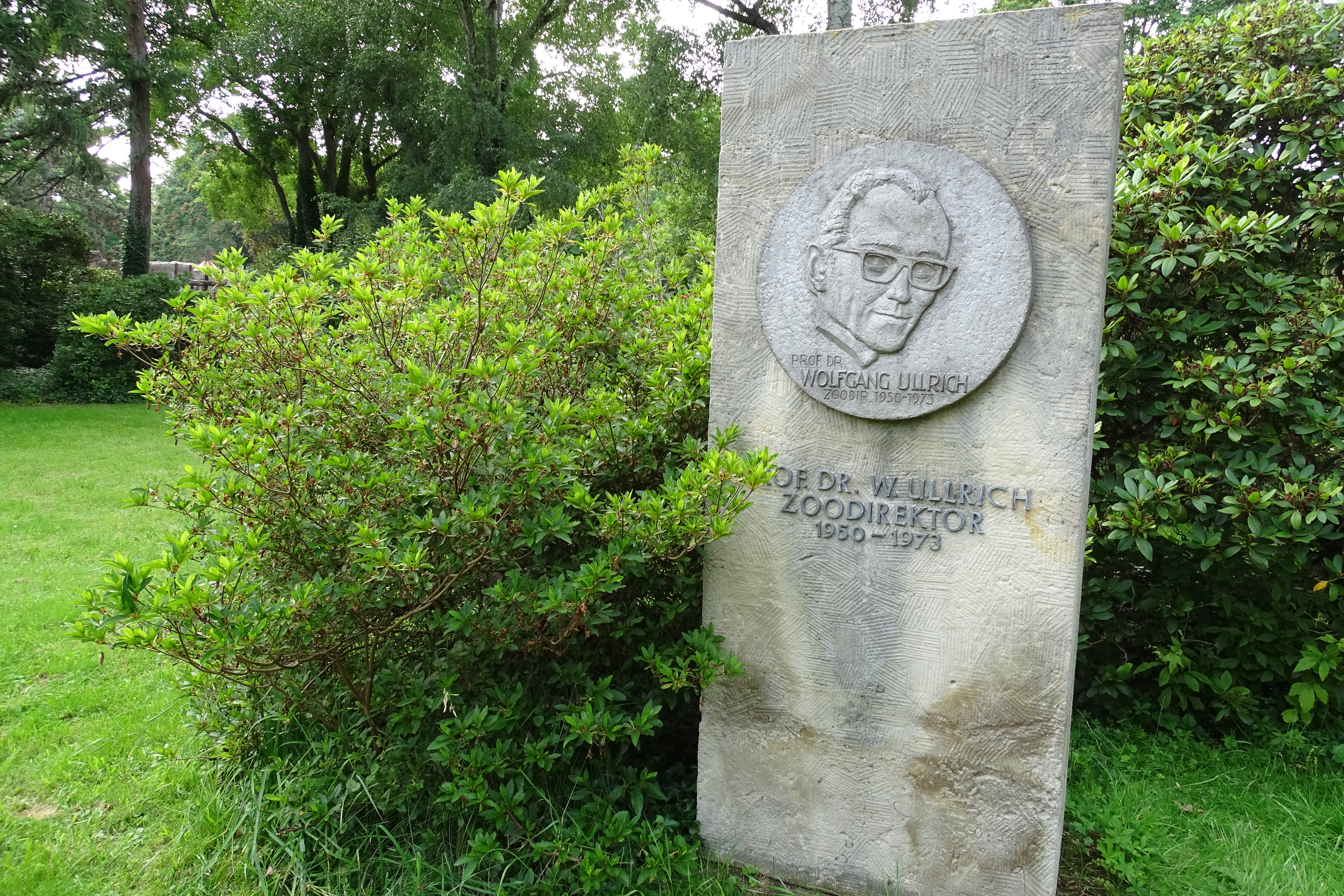
Denkmal für Wolfgang Ullrich im Zoo Dresden

Ab 1955 unternahm Wolfgang Ullrich zahlreiche Studienreisen nach Afrika und Asien. Die ersten beiden Reisen führten nach Afrika und mündeten in die Arbeit Zur Biologie und Soziologie der Colobusaffen (Colobus guereza caudatus Thomas 1885), aufgrund derer Ullrich 1958 an der Technischen Hochschule zum Dr. rer. nat. promoviert wurde. Im Jahr 1961, zum 100. Geburtstag des Zoos, wurde ihm durch das Ministerium für Kultur der Professorentitel verliehen.
Besonders populär wurde Wolfgang Ullrich mit der Fernsehserie Der gefilmte Brehm, die 1955 zum ersten Mal mit Prof. Karl Max Schneider, dem Direktor des Leipziger Zoos, ausgestrahlt und ab 1960 von Ullrich übernommen wurde. Ähnlich wie Bernhard Grzimek im westlichen Pendant Ein Platz für Tiere nutzte Ullrich die gemeinsamen Reisen mit seiner Frau Ursula, um das Publikum auf die Bedrohung der Tierwelt aufmerksam zu machen. Daneben gab es auch Berichte aus der Verhaltensforschung, zum Beispiel über die Aggressivität von Tieren. 1969 gründete er die Zooschule Dresden, den wichtigsten zoopädagogischen Treffpunkt des Zoos Dresden. 

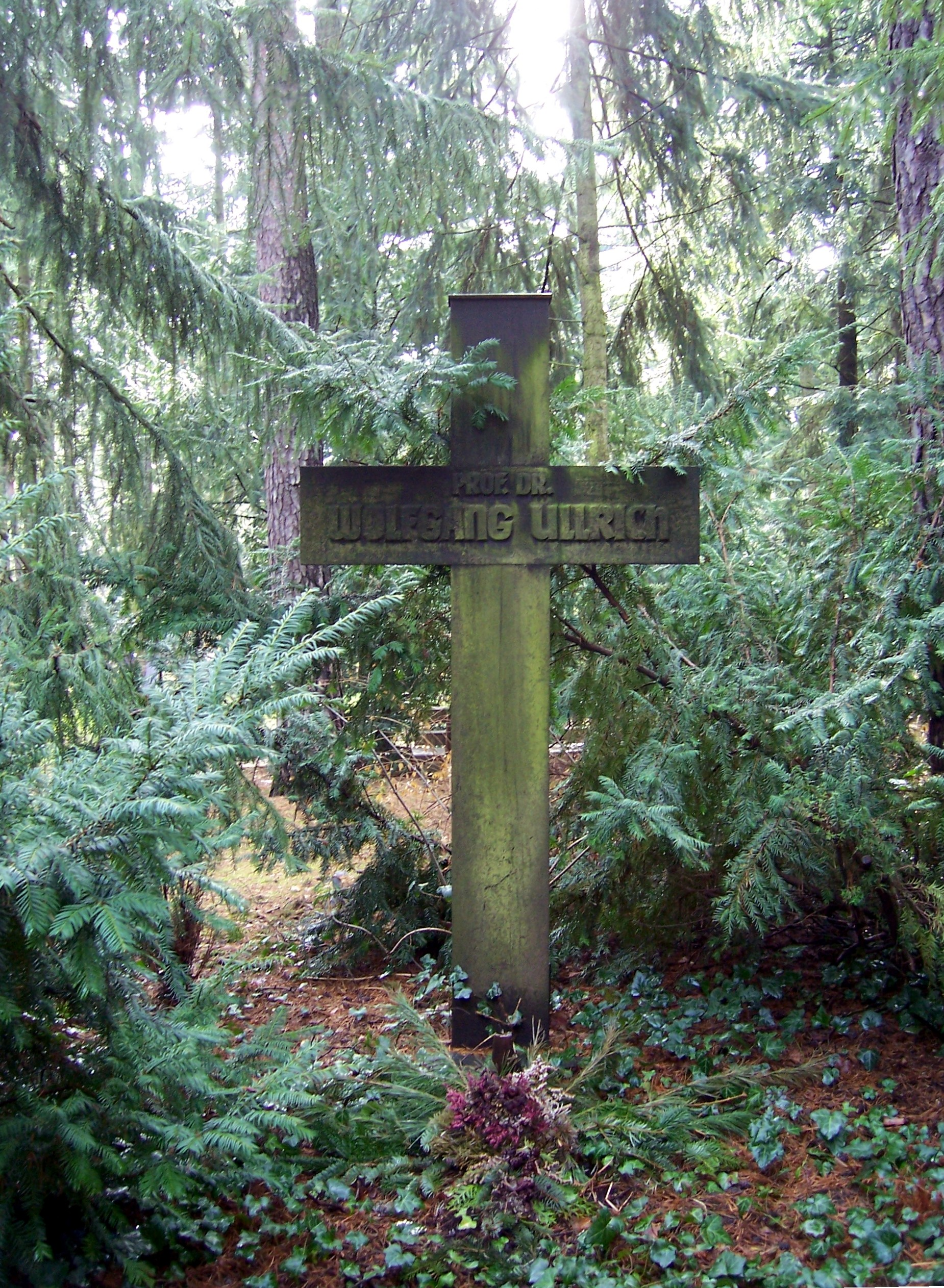
Grab Wolfgang Ullrichs auf dem Dresdner Heidefriedhof

Wolfgang Ullrich war Dresdner Stadtverordneter und zeitweise Abgeordneter der Volkskammer der DDR. Am 18. März 1949 wurde er als Nachfolger von Ferdinand Ranft zum Mitglied des 1. Deutschen Volksrates ernannt. Anschließend gehörte er auch dem 2. Volksrat und von Oktober 1949 bis Oktober 1950 der Provisorischen Volkskammer an. Von 1954 bis 1956 war er Mitglied des CDU-Hauptvorstandes. Er war stellvertretender Vorsitzender der Bezirksleitung Dresden des Deutschen Kulturbundes und Mitglied des Präsidialrates des Kulturbundes. Im September 1960 wurde er zum Präsidenten des Verbandes Deutscher Zoodirektoren gewählt. Außerdem war er Vorsitzender des Stadtverbandes Dresden der CDU.
Ullrich starb nach schwerer Krankheit im Alter von 50 Jahren am 26. Oktober 1973 in Dresden. Die Trauerfeier fand im Gobelinsaal des Dresdner Zwingers statt.

## Auszeichnungen
- 1955 Vaterländischer Verdienstorden in Silber[13]
- 1961 Orden Banner der Arbeit[14]
- 1962 Johannes-R.-Becher-Medaille[15]
- Otto-Nuschke-Ehrenzeichen in Silber
- Artur-Becker-Medaille in Gold[16]

## Werke (Auswahl)
- Sonst wären sie keine Tiere. Neumann Verlag, Radebeul 1952.
- … und dann wurden Tiere unsere Gefährten. Neumann Verlag, Radebeul 1953.
- Afrika – einmal nicht über Kimme und Korn gesehen. Neumann Verlag, Radebeul 1956.
- Wenn Giraffen zur Tränke ziehen. Neumann Verlag, Radebeul 1958.
- Wo die Nashörner suhlen. Neumann Verlag, Radebeul 1959.
- Freundschaft mit Löwen. Neumann Verlag, Radebeul 1962.
- Im Dschungel der Panzernashörner. Neumann Verlag, Radebeul 1962.
- Umgang mit Menschenaffen. Neumann Verlag, Radebeul 1964.
- Hati-Hati, Neumann Verlag. Radebeul 1965.
- Wilde Tiere in Gefahr. Urania-Verlag, Leipzig 1967.
- Tiere, recht verstanden. Urania-Verlag, Leipzig 1968.
- Wildnis ohne Hoffnung. Neumann Verlag, Radebeul 1968.
- Kaziranga: Tierparadies am Brahmaputra. Urania-Verlag, Leipzig 1971.